# Лекнено
Лекнено је насељено место у саставу Града Велике Горице, у Туропољу, Хрватска.

## Становништво
| Националност       | 1991.        |
| Хрвати             | 191 (96,95%) |
| Срби               | 0            |
| Југословени        | 5 (2,53%)    |
| остали и непознато | 1 (0,50%)    |
| Укупно             | 197          |